# Ciberterorism
Ciberterorismul sau terorismul electronic reprezintă utilizarea mijloacelor tehnologice de informare, de comunicare, informatice, electronice sau similare cu scopul de a genera teroare sau frică generalizată în vreo anume populație, clasă dirigentă sau guvern, provocând astfel o violarea autonomiei de voință a persoanelor. Scopurile pot fi în principal economice, politice sau religioase .

## Linkuri externe
- AIC Institutul Australian de Criminologie - Cyberterorism
- Raport CRS pentru Congres - Atac informatic și terorism cibernetic - 17.10.03
- Statement for the Record of Louis J. Freeh, director al Biroului Federal de Investigații privind criminalitatea cibernetică - 28 martie 2000
- Terorismul cibernetic: propagandă sau probabilitate? Arhivat în 24 iulie 2011, la Wayback Machine. (în limba engleză)
- Laboratorul FBI - Cyberterorism: fapt sau fantezie de Mark M. Pollitt
- TLC - Terorismul cibernetic
- Cum folosesc teroriștii internetul Interviu ABC Australia cu profesorul Hsinchun Chen pe Dark internet . (în limba engleză)
- Centrul pentru Crima Cibernetică a Departamentului Apărării Arhivat în 6 octombrie 2019, la Wayback Machine.
- Documentar despre ciberterorism
- Internet și activități teroriste: cazul 11-M de Manuel R. Torres Arhivat în 22 decembrie 2017, la Wayback Machine. și Javier Jordán
- Guerre de l'information - Information Warfare (în franceză și engleză)